# Castillo de Monzón
Castillo de Monzón är ett slott i Spanien.   Det ligger i provinsen Provincia de Huesca och regionen Aragonien, i den nordöstra delen av landet, 400 km nordost om huvudstaden Madrid. Castillo de Monzón ligger 338 meter över havet.
Terrängen runt Castillo de Monzón är lite kuperad.Runt Castillo de Monzón är det ganska tätbefolkat, med 230 invånare per kvadratkilometer. Närmaste större samhälle är Monzón, 0,30 km nordost om Castillo de Monzón. Trakten runt Castillo de Monzón består till största delen av jordbruksmark.